# Càlia
Càlia (en llatí Chalia, en grec antic Χαλία, 'Khalia') va ser una ciutat de Beòcia que menciona Teopomp de Quios. Era una ciutat independent segons el que se sap per una inscripció i probablement formava part de la Lliga Beòcia. Teopomp pensava que els habitants s'anomenaven Χάλιοι ('khalioi'), però a la inscripció s'hi llegeix ΧΑΔΕΙΔΕΙΣ. D'aquell lloc no se'n sap res més.